# Leipziger Consort
Das Leipziger Consort war ein bekanntes Kammermusikensemble aus der DDR.

## Geschichte
Das Ensemble wurde 1982 gegründet. Mitglieder waren zum einen Axel Schmidt (Oboe), Matthias Sannemüller (Viola) und Dieter Zahn (Kontrabass). Sie waren Solo-Musiker im Rundfunk-Sinfonieorchester Leipzig (heute: MDR-Sinfonieorchester) und Angehörige der Gruppe Neue Musik Hanns Eisler. Außerdem waren Roland Zimmer (Gitarre) und später Thomas Blumenthal (Gitarre) in dessen Nachfolge seine Mitglieder.
Sie widmeten sich der Barockmusik und Neuen Musik. Insbesondere brachten sie Werke von Reiner Bredemeyer, Georg Katzer, Friedrich Schenker, Günter Neubert, Karl Ottomar Treibmann, Manfred Schubert und Thomas Müller zur Uraufführung. Das Leipziger Consort gab Gastkonzerte in vielen Ländern Europas; zahlreiche Rundfunkproduktionen wurden dokumentiert.
Die Gruppe löste sich Anfang der 1990er Jahre auf. Sannemüller und Blumenthal gründeten 1992 das Ensemble Sortisatio.